# إبراهام إيريس
إبراهام إيريس (بالإنجليزية: Abraham Iris)‏ هي طائرة استعراضية مظلية، أحادية السطح، بمقعدين. أنتجت في 1930 بفرنسا. من صناعة إبراهام. كان أول طيران لها في الثلاثينات.